# IV Liceum Ogólnokształcące im. rotmistrza Witolda Pileckiego w Piasecznie
IV Liceum Ogólnokształcące im. rotmistrza Witolda Pileckiego w Piasecznie (potocznie: „LO Chyliczkowska”) – piaseczyńskie publiczne liceum ogólnokształcące założone w 1946 roku z inicjatywy Zygmunta Dworakowskiego. Dawniej Liceum Ogólnokształcące im. I Dywizji Kościuszkowskiej w Piasecznie.

## Historia szkoły
Początki szkoły sięgają 1946 roku, kiedy Zygmunt Dworakowski, burmistrz Piaseczna, późniejszy prezydent Warszawy zorganizował Społeczne Liceum Ogólnokształcące przy ulicy Zgoda, w którym mieściły się 4 izby lekcyjne, a lekcje odbywały się na dwie zmiany. Liceum zyskało swoich 15 pierwszych absolwentów w 1949 roku. W roku 1950 nastąpiło upaństwowienie szkoły, a dyrektorem został Stanisław Strzyżewski. W kolejnych latach dzięki staraniom dyrektora Lewkowskiego i rodziców zbudowany został nowy gmach szkoły przy ulicy Chyliczkowskiej, który jest aktualną siedzibą szkoły. Nowa szkoła zostaje zespołem szkół, w którego skład wchodzą klasy podstawowe i licealne. W 1959 roku dzięki zaangażowaniu Tadeusza Tokarskiego, dyrektora Liceum Ogólnokształcącego, mgr matematyki oraz nauczycieli, zwłaszcza polonisty Tadeusza Trzeciaka, powstały nowe pracownie przedmiotowe.
W kronice szkolnej zachował się wpis:
„W imieniu Dowództwa, Oficerów i Żołnierzy I-szej Warszawskiej Dywizji Zmechanizowanej im. T. Kościuszki. W dniu przemianowania szkoły nr 34 i nadania Jej Imienia naszej Dywizji, moc serdecznych życzeń dla Kierownictwa, grona Nauczycieli, Komitetu Rodzicielskiego i młodzieży szkolnej. Od delegacji Kościuszkowskiej”.
Szkoła od 1 września 1960 roku przygotowywała się do uroczystości przekazania jej sztandaru, które nastąpiło 22 października tego samego roku. Sztandar stał się znakiem honoru tej szkoły oraz jej gotowości w służbie Nauki. W 1967 roku zorganizowano wystawę postępu pedagogicznego. Wystawa zwiedzana była przez nauczycieli z całego kraju. W kolejnych latach nastąpiło połączenie LO w Piasecznie z LO w Zalesiu Dolnym i LO w Skolimowie. Klasy podstawowe przeszły do nowej szkoły. Równocześnie funkcjonowało w tym budynku ogólnokształcące liceum wieczorowe dla pracujących. W 1979 roku do budynku wróciła szkoła podstawowa klasy IV–VIII. Powstał zespół szkół ogólnokształcących, którego dyrektorem został Bogusław Micza. W 1991 roku szkoła stała się placówką samorządową prowadzoną przez gminę Piaseczno, a jej dyrektorem została Małgorzata Szamocka – pierwszy dyrektor z konkursu w kuratorium warszawskim. W 1992 roku w wyniku konkursu dyrektorem został Waldemar Kosakowski. W 1994 roku, po odejściu ostatniej klasy podstawowej, wszystkie pracownie i pomieszczenia zaczęły być wykorzystywane wyłącznie przez uczniów LO. W roku 1997 trwała rozbudowa szkoły, a w 1999 roku w wyniku konkursu dyrektorem została Halina Kubina pełniąca tę funkcję do sierpnia 2007 roku. W 2007 roku w wyniku konkursu dyrektorem została Barbara Chwedczuk.
W 2017 r. Instytut Pamięci Narodowej zobowiązał IV Liceum Ogólnokształcące w Piasecznie do zmiany patrona i społeczność szkolna w demokratycznych wyborach zdecydowała, iż od 1 września 2018 r. nowym patronem Liceum będzie rotmistrz Witold Pilecki – żołnierz Armii Krajowej, współzałożyciel Tajnej Armii Polskiej, więzień i organizator ruchu oporu w KL Auschwitz, autor raportów o Holocauście, patriota, który oddał życie za wolną Polskę. Również w 2017 roku podjęto decyzję o termomodernizacji budynku szkoły i zbudowaniu nowej pełnowymiarowej hali sportowej na miejscu ówczesnej sali gimnastycznej. Halę otworzono 12 października 2018 roku. W 2021 roku podjęto decyzję o wykonaniu popiersia rotmistrza Pileckiego, które miałoby stanąć na szkolnym dziedzińcu. 25 maja 2021 roku – w 73. rocznicę śmierci Rotmistrza, miało miejsce oficjalnie odsłonięcie popiersia.

## Miejsce w rankingach
| Ranking Liceów Ogólnokształcących „Perspektywy” | Ranking Liceów Ogólnokształcących „Perspektywy” |
| Rok                                             | Miejsce                                         |
| 2021                                            | 113                                             |
| 2020                                            | 125                                             |
| 2019                                            | 147                                             |
| 2018                                            | 159                                             |
| 2017                                            | 178                                             |
| 2016                                            | 187                                             |
| 2015                                            | 142                                             |
| 2014                                            | 181                                             |
| 2013                                            | 173                                             |
| ----------------------------------------------- | ----------------------------------------------- |

| Ranking Maturalny Liceów Ogólnokształcących „Perspektywy” | Ranking Maturalny Liceów Ogólnokształcących „Perspektywy” |
| Rok                                                       | Miejsce                                                   |
| 2021                                                      | 108                                                       |
| 2020                                                      | 118                                                       |
| 2019                                                      | 139                                                       |
| 2018                                                      | 153                                                       |
| 2017                                                      | 172                                                       |
| 2016                                                      | 184                                                       |
| 2015                                                      | 139                                                       |
| 2014                                                      | 178                                                       |
| 2013                                                      | 138                                                       |
| --------------------------------------------------------- | --------------------------------------------------------- |

| Ranking Mazowiecki Liceów Ogólnokształcących „Perspektywy” | Ranking Mazowiecki Liceów Ogólnokształcących „Perspektywy” |
| Rok                                                        | Miejsce                                                    |
| 2021                                                       | 35                                                         |
| 2020                                                       | 35                                                         |
| 2019                                                       | 40                                                         |
| 2018                                                       | 47                                                         |
| 2017                                                       | 44                                                         |
| 2016                                                       | 45                                                         |
| 2015                                                       | 40                                                         |
| 2014                                                       | 43                                                         |
| 2013                                                       | 42                                                         |
| ---------------------------------------------------------- | ---------------------------------------------------------- |

Organizatorem ww. rankingów jest fundacja Perspektywy.